# سینمای اتریش
سینمای اتریش به صنعت فیلم مستقر در اتریش اشاره دارد. اتریش از ابتدای قرن بیستم و زمانی که امپراتوری اتریش-مجارستان بر این سرزمین حکومت می‌کرد، در صنعت فیلم‌سازی فعال بوده و این جریان تا به امروز ادامه داشته است. از پیشگامان فیلم‌سازی در اتریش می‌توان به کارگردانانی چون مایکل کورتیز و الکساندر کوردا اشاره کرد. برخی از کارگردانان اتریشی هم کار خود را در سینمای جمهوری وایمار پی گرفتند که از آن میان می‌توان به فریتس لانگ، گئورگ ویلهلم پابست، جوزف فون اشترنبرگ، بیلی وایلدر، فرد زینمان و اتو پرمینگر اشاره کرد. 
در میانه دو جنگ جهانی، کارگردانی چون هنری کاستر، که بعدها از اتریش مهاجرت کرد، نمونه‌هایی از فیلم کمدی اتریشی را عرضه کردند. در همان زمان، ویلی فرست و والتر رایش گونه فیلم وینی را بنیان نهادند. پس از آن‌که اتریش در ۱۹۳۸ بخشی از آلمان نازی شد، کمپانی وین فیلم، مبدل به استودیوی مهمی برای فیلم‌های به ظاهر غیرسیاسی شد. 
در دوران پس از جنگ جهانی دوم، تولید فیلم در اتریش، به سرعت و با کمک متفقین از سر گرفته شد. کارگردانان قدیمی و تازه‌کار اتریشی مانند ارنست ماریشکا و فرانز آنتل، سینمای کمدی را احیا کرده و گونه جدیدی از حماسه‌های مربوط به امپراتوری را ایجاد کردند.